# 2435 Horemheb
2435 Horemheb è un asteroide della fascia principale. Scoperto nel 1960, presenta un'orbita caratterizzata da un semiasse maggiore pari a 2,2034270 UA e da un'eccentricità di 0,2047338, inclinata di 3,96323° rispetto all'eclittica.
È dedicato all'ultimo faraone della XVIII dinastia.